# ヤマトシステム開発
ヤマトシステム開発株式会社（英: YAMATO SYSTEM DEVELOPMENT CO.,LTD.）は、ヤマトグループの企業でコンピュータシステムに関連した業務を行うシステムインテグレーター（ユーザー系）。
倉庫業も行う貨物利用運送事業者でもあり、他にコンピュータ機器の中古売買も行っている関係で古物商でもある。基本的には対企業向け（グループ含む）の会社ではあるが、一般にも日本のコンビニエンスストア内でクロネコファックスを展開する会社として近い存在でもある。同じグループのヤマトロジスティクスと同様、自主顧客を持ちヤマトグループ外売上が2/3と、外販比率が高い企業である。

## 沿革
- 1973年1月20日[2] - 大和運輸（現・ヤマトホールディングス）からコンピュータ部門を分社化し東京都渋谷区代々木にて資本金5000万で設立
- 1974年2月 - 貨物輸送に関するオンラインシステム（NEKOトータルシステム）を開始
- 1978年5月 - 自動車運送取扱事業の認可
- 1981年10月 - 宅急便荷物問い合わせシステム開始
- 1997年6月 - 物流部門でISO9002認証を取得
- 2003年4月 - 東京都江東区に本社を移転
- 2011年4月 - 豊洲に本社を移転。豊洲オフィス開設。旧本社は東陽町オフィスとして残る